# 歐爾條件
在數學中，歐爾條件是奧斯丁·歐爾在環論中引入的一個條件，它與非交換環的局部化相關。歐爾條件分成左右兩個版本。以下設 {\displaystyle A} 為一個環：
- 左歐爾條件：對任兩個零元 {\displaystyle x,y\in A}，存在 {\displaystyle u,v\in A} 使得 {\displaystyle ux=vy\neq 0}。

或者說，任兩個非零左理想的交集非零。
- 右歐爾條件：對任兩個非零元 {\displaystyle x,y\in A}，存在 {\displaystyle u,v\in A} 使得 {\displaystyle xu=yv\neq 0}。

或者說，任兩個非零右理想的交集非零。
滿足左（右）歐爾條件的環稱作左（右）歐爾環；除環是歐爾環的典型例子。當 {\displaystyle R} 不是整環時，通常也採用一個較強的定義，要求條件中的 {\displaystyle u,v} 不是零因子；此時歐爾定理保證存在一個稱為「古典分式環」（分為左右兩個版本）的環擴張。

## 外部連結
- PlanetMath 關於歐爾條件的條目 （页面存档备份，存于）
- PlanetMath 關於歐爾定理的條目 （页面存档备份，存于）
- PlanetMath 關於古典分式環的條目 （页面存档备份，存于）